# Bezirk Turka
Bezirk Turka – dawny powiat (Bezirk) kraju koronnego Królestwo Galicji i Lodomerii, funkcjonujący w latach 1854–1867. Siedzibą starostwa było miasteczko Turka.

## Historia
Bezirk Turka utworzono w ramach reformy uwłaszczeniowej z okresu Wiosny Ludów (1848–1849), która likwidowała jurysdykcję właściciela ziemskiego nad poddanymi. W Galicji, dominium – jako podstawowa jednostka administracyjna i filar systemu feudalnego straciło rację bytu. Konieczne stało się zatem wprowadzenie nowego systemu administracyjnego, którego zręby powstały w latach 1851–1855. Nowy trójstopniowy podział administracyjny objął 21 cyrkułów (niem. Kreise), 179 małych powiatów (niem. Bezirke) i ponad 6000 gmin (niem. Gemeinde).
Bezirk Turka objął obszar o wielkości 8,3 mil², zamieszkany przez 25.629 ludzi i podzielony na 26 gmin katastralnych, w tym jedno miasteczko (Turka). Wszedł w skład cyrkułu samborskiego, jako jeden z jego jedenastu powiatów.
Po nadaniu Galicji autonomii oraz powołaniu samorządu gminnego i powiatowego w 1865 zlikwidowano cyrkuły (Kreise). Dotychczasowe małe powiaty (Bezirke) w liczbie 179, utrzymały się do 1867 roku, kiedy to w następstwie kolejnej reformy administracyjnej (23 stycznia 1867) zostały zastąpione przez 74 większych powiatów. Obszar zniesionego Bezirk Turka wszedł wtedy w skład nowych powiatów turczańskiego i staromiejskiego (vide podział w tabeli poniżej). 19 czerwca 1867 częściowo zmieniono granice tych powiatów. 1 stycznia 1900 nazwę powiatu staromiejskiego zmieniono na starosamborski.

## Podział administracyjny (1854)
| Lp. | Gmina jednostkowa        | Powierzchnia | Ludność | Powiat w 1867 po zniesieniu |
| --- | ------------------------ | ------------ | ------- | --------------------------- |
| 1   | Turka (m) ze Zwierzyńcem | 6806         | 3770    | turczański                  |
| 2   | Jawora                   | 5625         | 1270    | turczański                  |
| 3   | Mielniczne               | 2160         | 433     | turczański                  |
| 4   | Łomna                    | 4360         | 2466    | turczański                  |
| 5   | Bereżek                  | 573          | 244     | turczański                  |
| 6   | Żukotyn                  | 2134         | 855     | turczański                  |
| 7   | Chaszczów                | 2450         | 903     | turczański                  |
| 8   | Łopuszanka Lechniowa     | 1794         | 558     | turczański                  |
| 9   | Dniestrzyk Dębowy        | 1446         | 496     | turczański                  |
| 10  | Rypiany                  | 2180         | 714     | turczański                  |
| 11  | Smereczka                | 1380         | 557     | turczański                  |
| 12  | Wołcze                   | 7570         | 2011    | turczański                  |
| 13  | Przysłup                 | 2940         | 889     | turczański                  |
| 14  | Szumiacz                 | 1800         | 619     | turczański                  |
| 15  | Rozłucz                  | 4540         | 983     | turczański                  |
| 16  | Michniowiec              | 3142         | 965     | staromiejski                |
| 17  | Lipie                    | 1625         | 514     | staromiejski                |
| 18  | Jabłonka Niżna           | 6182         | 1389    | turczański                  |
| 19  | Jabłonka Wyżna           | 4321         | 1030    | turczański                  |
| 20  | Łopuszanka Chomina       | 2185         | 472     | staromiejski                |
| 21  | Jasienica Zamkowa        | 2955         | 921     | turczański                  |
| 22  | Gwoździec                | 1970         | 582     | turczański                  |
| 23  | Dniestrzyk Hołowiecki    | 1609         | 635     | staromiejski                |
| 24  | Łosiniec                 | 2279         | 649     | turczański                  |
| 25  | Radycz                   | 1680         | 176     | turczański                  |
| 26  | Ilnik                    | 7351         | 1528    | turczański                  |

Objaśnienie:
(M) = miasto; (m) = miasteczko